# 烏索夫

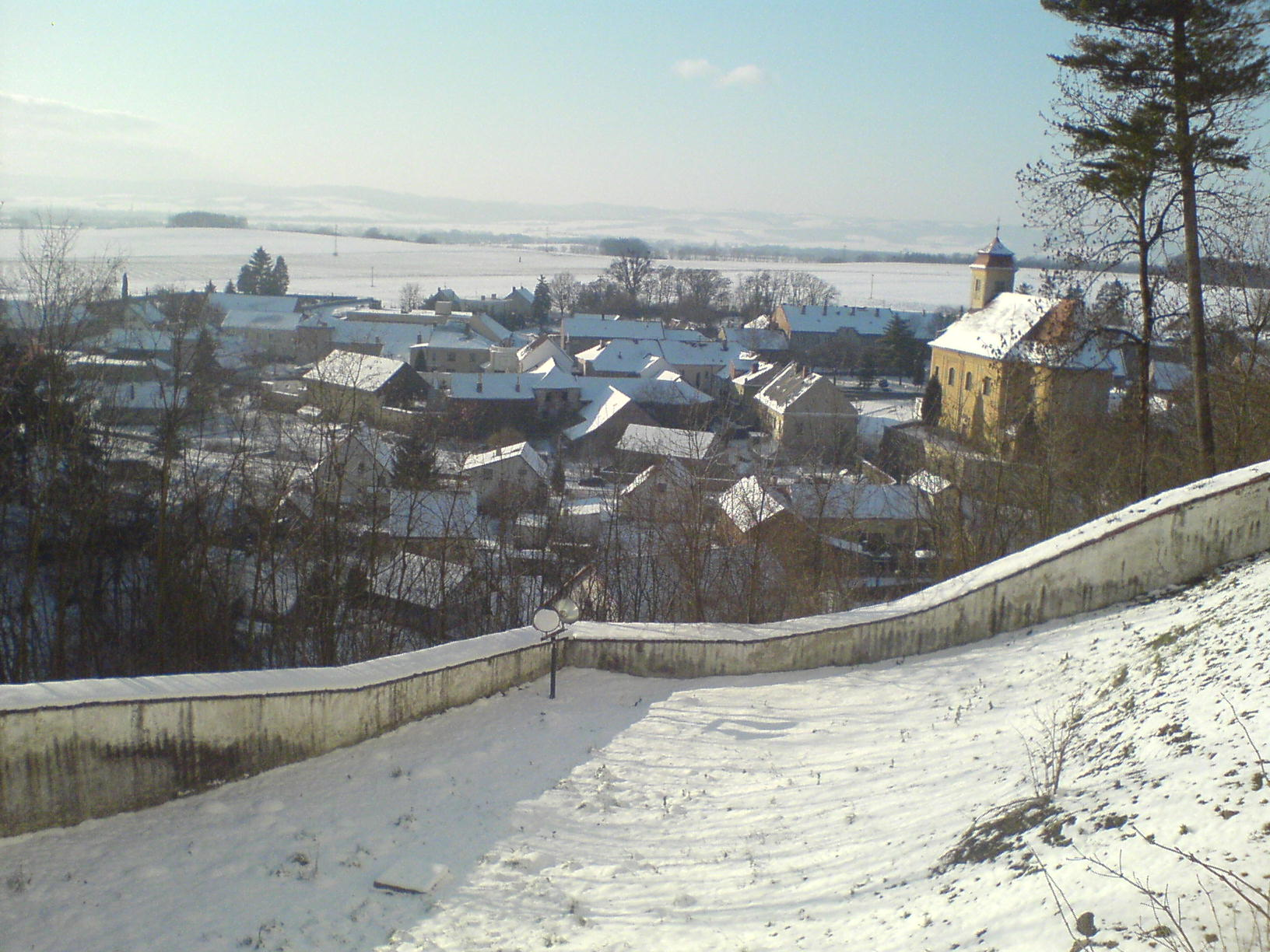
烏索夫

烏索夫（德語：Mährisch Aussee）是捷克的城鎮，位於該國東部，距離烏尼喬夫7公里，由奧洛穆克州負責管轄，始建於十三世紀，面積9.3平方公里，海拔高度280米，2006年人口1,180。

## 外部連結
- Official website （页面存档备份，存于） （捷克文）
- Úsov Castle （页面存档备份，存于）
- M'gilath S'darim
- John Kerry´s ancestry from Aussee[永久]